# مشروع

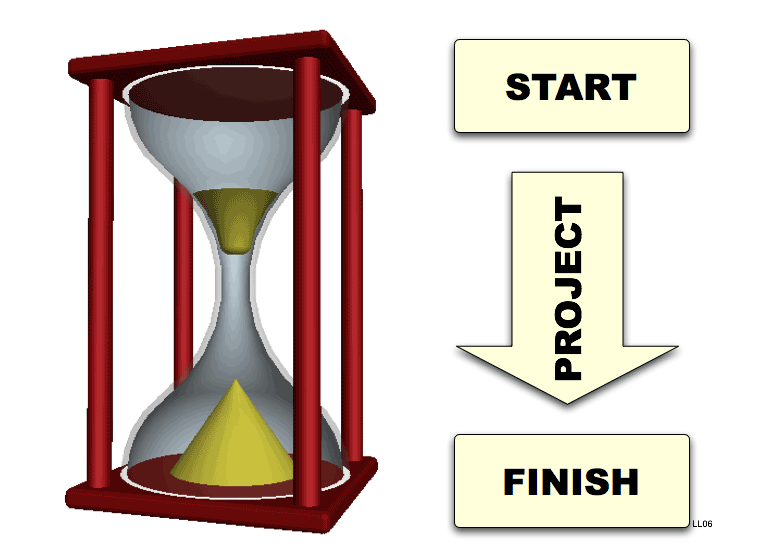
شكل توضيحي للمشروع

المشروع، (بالإنجليزية: Project)، في مجال الأعمال والعلوم، هو مؤسسة تعاونية، كثيرا ما ينطوي على بحث أو تصميم، وهو مخطط بعناية لتحقيق هدف معين.

## نبذة عامة
- كلمة مشروع في اللغة العربية أصلها مفعول مِنْ شَرَعَ، وجمعها مشاريع، وتعني في معجم المعاني الجامع (عَمَلٌ مُسَوَّغٌ، أَيْ مَا سَوَّغَهُ الشَّرْعُ أو حَضَّرَ مَشْرُوعاً جَدِيداً: مَا يُحَضَّرُ فِي مَجَالٍ مِنَ الْمَجَالاَتِ الاقتصادية أو الصناعية وَيُقَدَّمُ في صُورَةٍ مَّا أَوْ خُطَّةٍ لِيُدْرَسَ وَيُقَرَّرَ فِي أُفُقِ تَنْفِيذِهِ).
- كلمة مشروع في اللغة الإنكليزية (Project) تأتي من كلمة لاتينية projectum من الفعل اللاتيني proicere «، يرمي شيء إلى الأمام» الذي بدوره يأتي من  pro- الذي يدل على شيء يسبق العمل في الجزء التالي من الكلمة في الوقت (بالتوازي مع πρό اليونانية وiacere، «يرمي». وبالتالي كلمة «مشروع» تعني أصلا «الشيء الذي يأتي قبل حدوث كل شيء يحدث».
- المشروع هو مسعى مؤقت وفريد من نوعه لتصنيع سلعة أو تقديم خدمة أو الوصول إلى نتيجة معينة، حيث يكون للمشروع نقطة ابتداء ونقطة انتهاء يصل إليها المشروع عند تحقيق أهدافه أو عند إيقافه نتيجة الوصول لقناعة أن أهدافه لا يمكن أن تتحقق أو أن الغاية من هذا المشروع لم تعد موجودة.
- تكون خاصية الندرة في المشاريع موجودة حتى لو كان الهدف من المشروع تكوين عناصر مكررة من مشاريع سابقة فعلى سبيل المثال: لو كان هدف مشروع معين هو إنشاء مبنى تكون صفاته مشابهة لمبنى آخر في الشكل والمواد وفريق العمل، لكنه يبقى هناك اختلاف في المكان أو في الظروف المناخية والمتغيرات الأخرى كتغير الأسعار والأثمان لعناصر الإنتاج. وبسبب هذه الخاصية يكون هناك عدم يقين بالنسبة للسلعة أو الخدمة أو النتيجة التي سيقدمها المشروع، ولهذا تتطلب المشاريع أحيانا دراسات بحث ودراسات جدوى اقتصادية أكثر من الأعمال الاعتيادية.

## دورة حياة المشروع
إن لكل المشاريع دورة حياة مشتركة بغض النظر عن حجم المشروع والفترة الزمنية له، أو فيما إذا كان المشروع مركب أو بسيط، فتكون دورة حياة المشروع مقسمة على أربع مراحل كالتالي:
1. بداية المشروع - وتكون فيها تكاليف المشروع ومقدار العمل المبذول قليل، أما تأثير أصحاب المصلحة والخطورة عالية.
2. التنظيم والإعداد - في هذه المرحلة تبدأ التكاليف ومقدار العمل المنجز بالارتفاع ويقل تأثير أصحاب المصلحة على المشروع وتقل خطورة المشروع.
3. تنفيذ المشروع - تبدأ التكاليف ومقدار العمل بالانخفاض ويستمر أنخفاض مستوى تأثير أصحاب المصلحة والخطورة حتى نهاية المرحلة التالية.
4. نهاية المشروع - تنعدم في هذه المرحلة التكاليف ومقدار العمل وكما ينعدم تأثير أصحاب المصلحة والخطورة.

## استخدامات محددة
- تتنوع المشاريع في طبيعتها فمنها سياسي ومنها اقتصادي أو تجاري أو رياضي أو ثقافي أو صناعي أو زراعي وغير ذلك من المشاريع.
- وتنقسم المشاريع من حيث العائد والربح الاقتصادي إلى مشاريع ربحية وغير ربحية، وتقدم أما سلعة أو خدمة.

## المشروع الاقتصادي
يقصد بالمشروع من الناحية الاقتصادية أي تنظيم يعمل على الإنتاج والمبادلة أو يرمي إلى تداول الأموال والسلع والخدمات بهدف الحصول على الأرباح والعوائد المالية.
والمشروع هو وحدة إقتصادية تجتمع فيها عناصر الإنتاج البشرية والمادية، والمشروع ينقسم إلى مشاريع خاصة أو مشاريع تعاونية أو عامة، فالمشروعات الخاصة هي التي تعمل على أساس المصلحة الشخصية، وتحقيق الربح لصاحب المشروع، والمشروعات العامة تستهدف القيام بخدمة المجتمع، وهي تشمل المشاريع التي تتولاها الهيئات والمؤسسات الحكومية ذات النفع العام كمشاريع الماء والكهرباء وصيانة الطرق، وغيرها. وقد لا تغطي المشروعات العامة تكاليف ونفقات أنتاجها. أما المشروعات التعاونية فيقصد بها خدمة أعضائها الذين ساهموا في تكوين هذه الجمعيات التعاونية، فيما بينهم، والقصد منها إلغاء دور الوسيط سواء في الشراء أو التسويق. ويختلف المشروع عن المنشأة (Establishment)، في أن المشروع قد يكون مكونا من عدة منشآت.
فالمشروع الاقتصادي هو الوحدة الاقتصادية التي تنظم عناصر الإنتاج والمنشأة جزء منه. ولقد عرف هيرسون عام 1992م المشروع بأنه (أي سلسة من الانشطة أو المهام التي لها أهداف محددة وله بداية ونهاية محددتان وله تمويل محدد ويستعمل المصادر المختلفة من أموال ووقت ومعدات).

## المشاريع الدراسية
تعرف المشاريع في المدارس والجامعات، بانها عبارة عن بحث يعطى للطلاب، والمشروع الدراسي لتأليف بحث معين يحتاج إلى قدر من الجهد والمزيد من العمل المستقل مما يتطلبه تأليف المقال العادي. وهو يتطلب من الطلاب تقصي وتحليل الحقائق، إما في البحث في المكتبة أو في شبكة الإنترنت أو من جمع بيانات ميدانية تجريبية.
التقرير الخطي الذي يأتي من هذا المشروع هو عادة في شكل أطروحة، يحتوي على أقسام معينة عن طبيعة المشروع، وأساليب التحقيق والتحليل والنتائج والاستنتاجات.

## المشروع الهندسي
المشروع الهندسي هو نوع معين من مشاريع النظم التكنولوجية، المضمنة عامة في سياق النظم التكنولوجية 
المشاريع الهندسية، في كثير من البلدان، لها شروط حددتها التشريعات القانونية، الأمر الذي يتطلب أن هذه المشاريع يجب أن تنفذ بواسطة مهندسين مسجلين أو شركات هندسية مسجلة أو كليهما. وهذه الشركات لديها ترخيص لمزاولة أعمال مثل التصميم وتشييد المباني ومحطات الكهرباء والمنشآت الصناعية، وتركيب وتشييد الشبكات الكهربائية، والبنية التحتية والنقل وما شابه ذلك.
ونطاق هذا المشروع محدد في العقد المبرم بين المالك والأطراف الأخرى المسؤولة عن الهندسة والبناء. وكقاعدة عامة، أي مشروع هندسي يتم تقسيمه إلى مراحل التصميم ومراحل الإنشاء، وتكون نواتج عملية التصميم هي الرسومات، والحسابات، وجميع وثائق التصميم الأخرى اللازمة لتنفيذ المرحلة التالية.

## إدارة المشاريع
في إدارة المشاريع يتكون المشروع من محاولة مؤقتة متخذة لخلق وإنتاج سلعة، خدمة أو نتيجة متميزة. وبتعريف آخر هو إدارة البيئة التي يتم إنشاؤها لغرض توفير منتج تجاري أو أكثر وفقا لتحديد حالة قطاع الأعمال 
يحدد موضوع المشروع حالة الهدف في نهاية المشروع، والتوصل إلى ما يعتبر ضروري من أجل تحقيق الفوائد المطلوبة. ويمكن أن تصاغ في كلمة S.M.A.R.T : محدد قابل للقياس (أو على الأقل للتقييم) وقابل الإنجاز، وقابل للتحقيق (في الآونة الأخيرة يستخدم مقبول)، واقعي (نظرا للحالة الراهنة للموارد التنظيمية) وتوقيت الإنهاء. ويحدث التقييم (القياس) عند إغلاق المشروع. ومع ذلك ينبغي الحفاظ على الحراسة المستمرة على سير العمل في المشروع بالرصد والتقييم. ومن الجدير بالذكر أيضا أن سمارت هو أفضل تطبيق على المشاريع الابتكارية [بحاجة لمصدر] ولا ينطبق على المشاريع الجذرية كذلك. وتميل أهداف مثل هذه المشاريع إلى أن تكون واسعة ونوعية، ممتدة/ وغير واقعية ويحركها النجاح.

## أمثلة على المشاريع البارزة
- مشروع بئر كولا العميق
- مشروع الدليل المفتوح
- مشروع مارشال هو المشروع الاقتصادي لإعادة تعمير أوروبا بعد انتهاء الحرب العالمية الثانية.
- مشروع الجينوم البشري
- مشروع مانهاتن، مشروع سري في الولايات المتحدة الأمريكية لصنع القنبلة النووية.
- مشروع الجزيرة
- مشروع جنو